# De/Vision
De/Vision ist eine deutsche Synthiepop-Band.

## Geschichte
De/Vision wurde im Juli 1988 in Bensheim bei Darmstadt von Thomas Adam, Stefan Blender, Steffen Keth und Markus Ganßert gegründet. 
Im Mai 1991 verließ Stefan Blender die Band.
Die Maxiveröffentlichungen von Your Hands on My Skin 1990 und Boy on the Street 1992 auf dem Label Synthetic Product Records, sowie diverse Sampler-Beiträge und diverse Konzerte, waren der Grundstein für den Erfolg von Try to Forget, das Ende 1993 als Maxi-Single bei Strange Ways Records veröffentlicht wurde. Anfang 1994 erschien die Debüt-LP World Without End, das auch wie die Maxi von Axel Henninger, dem ehemaligen Produzenten von Camouflage, und De/Vision abgemischt wurde. Im April 1995 waren De/Vision auf ausgedehnter Deutschlandtour.
Im August 1995 erschien die MCD Dress Me When I Bleed. Die anschließende Tournee führte sie nochmal durch einige ihrer Hochburgen. Im November 1995 kamen die den Fans gewidmete CD Antiquity mit alten, unveröffentlichten Songs sowie das Live-Video Live Moments We Shared heraus.
August 1996 erfolgte dann der erste Charteintritt in den deutschen Albumcharts mit Fairyland sowie die Veröffentlichung der Maxi-Single Sweet Life. Nach der großen Deutschlandtournee im September und Oktober erschien die zweite Singleauskoppelung I Regret. Das Live-Video Fairylive erschien 1997.
Nach dem Wechsel zum Major WEA-Records veröffentlichten De/Vision ihr neues Album Monosex. Auf der Monosex-Tour spielten De/Vision mehrmals vor über 1000 Fans. Die CD stieg auf Platz 30 in den deutschen Albumcharts ein und hielt sich vier Wochen. Die erste Singleauskopplung schaffte es bis auf Platz 47, hielt sich drei Wochen in den Charts und war auf dem seinerzeit aktuellen VIVA-Sampler vertreten.
Am 17. November wurde das 10-jährige Bestehen der Band mit der CD Zehn (88–98), einer Art Best-of-CD mit einigen neuen Remixen, dokumentiert. Die darauffolgende, ausführliche Club-Tournee führte die Band auch wieder ins Ausland: nach Schweden, Norwegen, Schweiz, Spanien und in die Niederlande. Live wurde die Band bei einigen Songs von einem Gastgitarristen unterstützt.
Vom Februar bis April 1999 war die Band in Berlin im Studio mit dem neuen Produzenten Geord Kaleve.

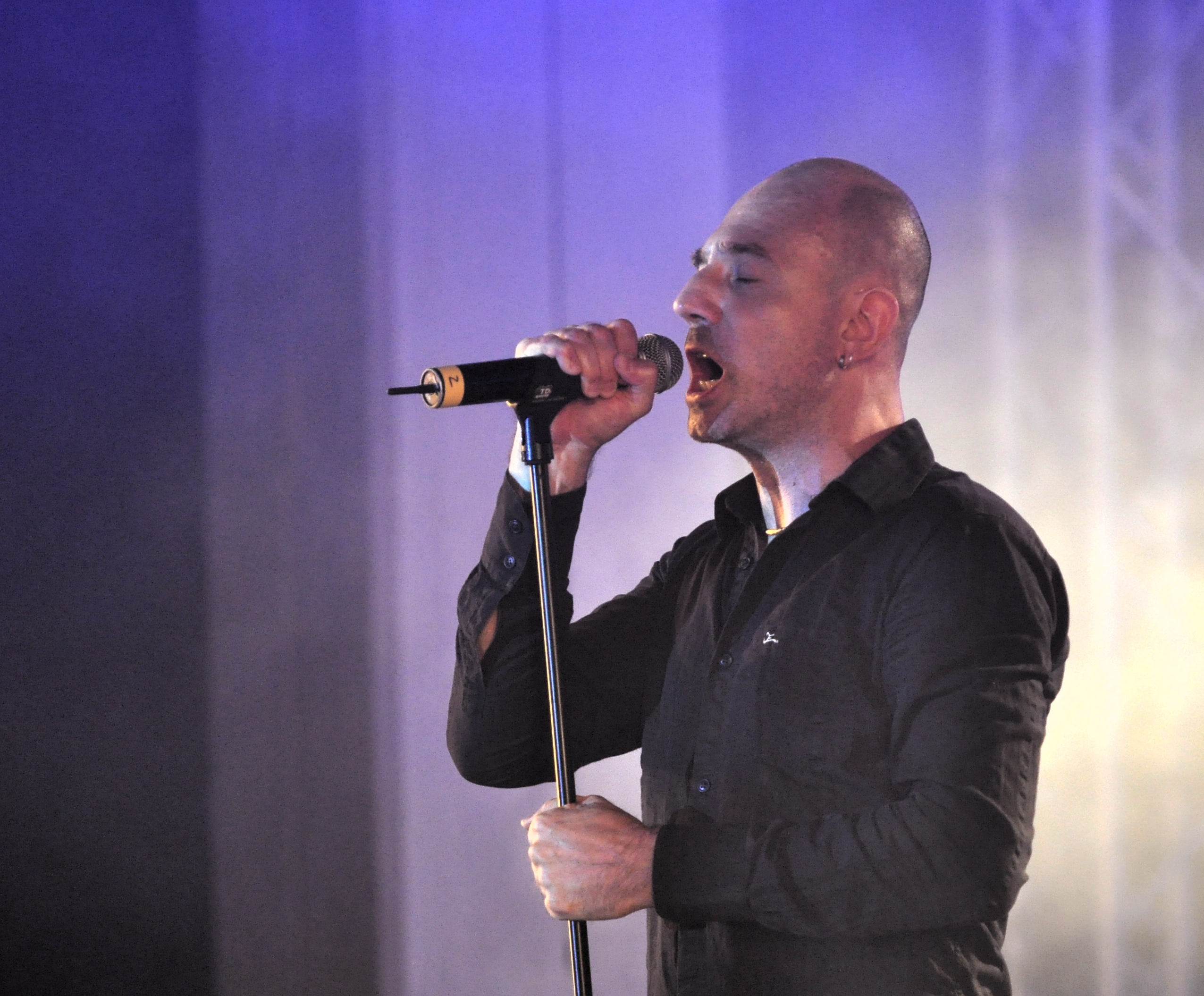
De/Vision beim Amphi Festival 2013

Nach dem im Jahr 2000 veröffentlichten und kontrovers diskutierten Album Void verließ Markus Ganßert im Sommer 2000 die Band. Thomas Adam und Steffen Keth beschlossen, allein weiterzumachen.
Im Herbst 2000 veröffentlichte De/Vision zusammen mit dem Trance-Project Green Court die Single Shining, die die Top 40 der deutschen Singlecharts erreichte. Die Nachfolge-Single Take (My Breath Away) konnte aber nicht an den Erfolg anschließen.
Drakkar Records kam auf die Band zu, und nach langen Verhandlungen einigte man sich auf einen Plattenvertrag. Am 10. September 2001 erschien zunächst mit Heart-Shaped Tumor die erste Singleauskopplung des kommenden Albums. Die Single erreichte Rang 89 der deutschen Singlecharts und avancierte zum bislang letzten Charthit der Band. Drei Wochen später, am 1. Oktober 2001, erschien mit Two das neue Studioalbum dazu. Auf dem Label des damaligen Managers folgte im Jahr 2002 die Veröffentlichung der CD Remixed mit Songs aus den Jahren 1993 bis 1996 und mit musikalischer Hilfe von José Alvarez-Brill.
Die CD Devolution wurde 2003 bei Drakkar veröffentlicht, gefolgt von einer Live-CD Devolution Tour – Live, die ebenfalls beim Label Synthetic Product Records des damaligen Managements veröffentlicht wurde. Mit Verspätung kam dann auch die MCD I Regret 2002, welche erst 2003 erschien und die Band durch den Videoclip erneut auf die Bildschirme brachte.
Das im Juni 2004 erschienene Album 6 Feet Underground stieg auf Rang 35 in den deutschen Albumcharts ein und ist damit das zweit erfolgreichste Album der Band nach Monosex.
Die bisherigen VHS-Livevideos Fairylive und Moments We Shared wurden mit Bonusmaterial auf der DVD Pictures of the Past veröffentlicht.
Am 27. Januar 2006 wurde das neue Album Subkutan veröffentlicht. Das zweite Best-of-Album der Band folgte am 24. November 2006. Am 24. August 2007 erschien das neue Album NOOB, bei dem Steffen und Thomas erstmals komplett gleichberechtigt mit ihren Produzenten Schuhmann & Bach zusammenarbeiteten. Dieser Umstand spiegelt sich im Titel NOOB wider, der sich vom Wort Newbie, also Neuling oder Anfänger, ableitet.
Im Oktober 2007 wurden die erste Vinyl-Veröffentlichung Your Hands on My Skin sowie die erste Maxi Boy on the Street sowie alte Sampler-Beiträge unter dem Namen Da*Mals veröffentlicht. Das neue Studioalbum mit dem Titel Popgefahr erschien am 19. März 2010 in Deutschland. Wie das Vorgängeralbum NOOB wurde es wieder von Schuhmann & Bach produziert. Im April 2010 waren Steffen Keth und Thomas Adam auf Tournee, damals jedoch ohne Unterstützung von Schlagzeuger und Gitarrist.
Am 24. August 2012 wurde das Werk Rockets + Swords auf dem bandeigenen Label veröffentlicht. Im darauffolgenden Monat gingen De/Vision wieder auf Tour, dieses Mal wieder mit Schlagzeuger. Es folgte 2013 die Tour 25 Years – Best of Tour. Mehrere Konzerte wurden während der Tour für Audio- und DVD-Aufnahmen mitgeschnitten; das Album 25 Years Best Of Tour 2013 erschien im März 2014.

## Diskografie
Studioalben

| Jahr | Titel Musiklabel                                | Höchstplatzierung, Gesamtwochen, AuszeichnungChartplatzierungen (Jahr, Titel, Musiklabel, Platzierungen, Wochen, Auszeichnungen, Anmerkungen) | Höchstplatzierung, Gesamtwochen, AuszeichnungChartplatzierungen (Jahr, Titel, Musiklabel, Platzierungen, Wochen, Auszeichnungen, Anmerkungen) | Höchstplatzierung, Gesamtwochen, AuszeichnungChartplatzierungen (Jahr, Titel, Musiklabel, Platzierungen, Wochen, Auszeichnungen, Anmerkungen) | Anmerkungen                            |
| Jahr | Titel Musiklabel                                | DE | AT | CH | Anmerkungen                            |
| ---- | ----------------------------------------------- | --- | --- | --- | -------------------------------------- |
| 1994 | World without End Strange Ways Records (Indigo) | — | — | — | Erstveröffentlichung: 28. Januar 1994  |
| 1995 | Unversed in Love Strange Ways Records (Indigo)  | — | — | — | Erstveröffentlichung: 20. Januar 1995  |
| 1996 | Fairyland? Strange Ways Records (Indigo)        | DE87 (2 Wo.)DE | — | — | Erstveröffentlichung: 9. August 1996   |
| 1998 | Monosex WEA Records (WMG)                       | DE30 (4 Wo.)DE | — | — | Erstveröffentlichung: 14. April 1998   |
| 2000 | Void WEA Records (WMG)                          | DE34 (3 Wo.)DE | — | — | Erstveröffentlichung: 28. Februar 2000 |
| 2001 | Two E-Wave Records (BMG)                        | DE42 (3 Wo.)DE | — | — | Erstveröffentlichung: 1. Oktober 2001  |
| 2003 | Devolution E-Wave Records (BMG)                 | DE53 (1 Wo.)DE | — | — | Erstveröffentlichung: 6. Januar 2003   |
| 2004 | 6 Feet Underground E-Wave Records (BMG)         | DE35 (3 Wo.)DE | — | — | Erstveröffentlichung: 28. Juni 2004    |
| 2006 | Subkutan E-Wave Records (Sony BMG)              | DE50 (2 Wo.)DE | — | — | Erstveröffentlichung: 27. Januar 2006  |
| 2007 | Noob E-Wave Records (Sony BMG)                  | DE44 (1 Wo.)DE | — | — | Erstveröffentlichung: 24. August 2007  |
| 2010 | Popgefahr Popgefahr Records (Soulfood)          | DE62 (1 Wo.)DE | — | — | Erstveröffentlichung: 26. März 2010    |
| 2012 | Rockets & Swords Popgefahr Records (Soulfood)   | DE39 (1 Wo.)DE | — | — | Erstveröffentlichung: 24. August 2012  |
| 2016 | 13 Popgefahr Records (Soulfood)                 | DE11 (1 Wo.)DE | — | — | Erstveröffentlichung: 27. Mai 2016     |
| 2018 | Citybeats Popgefahr Records (Soulfood)          | DE38 (1 Wo.)DE | — | — | Erstveröffentlichung: 22. Juni 2018    |

## Nebenprojekte
Steffen Keth nahm 2000 an dem Projekt New Rock Conference teil, woraus die Benefiz-Single Heal Yourself entstand.